# Dirivultus spinigulatus
Dirivultus spinigulatus is een eenoogkreeftjessoort uit de familie van de Dirivultidae. De wetenschappelijke naam van de soort is voor het eerst geldig gepubliceerd in 1999 door Humes.